# Mylohyus
Mylohyus és un gènere extint de mamífers artiodàctils de la família dels pècaris (Tayassuidae) que visqueren a Nord-amèrica entre el Miocè superior i el Plistocè superior. Se n'han trobat fòssils en nombrosos estats dels Estats Units. Eren pècaris grossos i de musell llarg, amb dents més aptes per a una dieta omnívora que les de parents seus com ara Platygonus. Són uns dels molts mamífers grossos que s'extingiren a finals de l'últim període glacial.